# 家族魯賓遜漂流記 不可思議之島的芙蘿拉
《家族魯賓遜漂流記 不可思議之島的芙蘿拉》為日本動畫公司製作的〈世界名作劇場〉系列第7部的動畫作品。改編自瑞士作家約翰·大衛·威斯的作品《海角一樂園》（Der Schweizerische Robinson）。自1981年1月4日播至同年1981年12月27日，全50話。

## 故事
- 開朗有朝氣的女孩子芙蘿拉。她的家人在瑞士的伯恩做著醫生。有一天得到了一封在澳大利亞的朋友寄給她家人的信，改變了這一家人的命運。澳大利亞那兒需要醫生，所以芙蘿拉一家就動身前往。
- 但是，在一家人搭乘黑本大鵬鳥號這艘船不久之後，很不巧的船被捲入了暴風雨之中，結果發生了船難。所幸一家奇蹟似的成員們都平安無事，不過一家卻漂流到一處不知名的無人島上。
- 那個時候有感覺很絕望的時候，也有很悲哀的時候，但是在家族的人們互相勉勵之後，決定開始攜手度過難關。前半段是在無人島上的生存生活，主要是以挖水井、開闢田地、建照樹屋、鹽、砂糖等等的民生必需品。
- 而後半段，在一家得知無人島的火山要爆發的時候，他們與新的漂流者莫頓和塔姆塔姆的協助製作了帆船，嘗試著逃出那裡。

## 登場人物與配音員陣容

### 魯賓遜家的人
芙蘿拉‧魯賓遜
配音員：松尾佳子；台灣：雷碧文
故事的主角，魯賓遜家的長女。10歲。天真爛漫、活潑好動、樂觀積極是她的優點。對每件事物都充滿著好奇心，雖然有點任性也經常出狀況，卻是個非常有同情心的女孩子，非常喜歡動物，而動物們似乎也很黏著她。不喜歡讀書，喜歡在大自然四處奔跑玩耍，很擅長爬樹和倒立。什麼昆蟲都怕，唯獨看見蜥蜴會表現出極度害怕的樣子。
法蘭茲‧魯賓遜(法蘭斯)
配音員：古谷徹
芙蘿拉的哥哥。魯賓遜家的長男，15歲。是個內向害羞、愛美的少年，非常喜歡音樂，夢想是成為作曲家或是管絃樂的指揮家，並希望到維也納的音樂學校學習，在家人決定要前往澳洲時雖然決定自己留下，卻在最後船即將離開港口時不顧一切跳上了船決定跟隨一家人離開。不過在來到島上後變的比較勇敢了。但是對於運動方面十分的不擅長，但是他很會使用弓箭。
在漂流到了無人島後變得十分有責任心也變得很勇敢。
傑克‧魯賓遜
配音員：高坂真琴；台灣：林美秀
芙蘿拉的弟弟。魯賓遜家的次男，家中排行老么。3歲。喜歡惡作劇也是個愛哭鬼，在漂流到無人島上第二天，全家發現了一隻熱帶袋貂的寶寶，之後一直與傑克相處在一起，他是在島上的自然環境中踏實的成長者。
愛爾斯頓‧魯賓遜
配音員：小林勝彥(第1話~第9話)→小林修(第10話~第50話)
魯賓遜家3個孩子的父親。在瑞士的伯恩當醫生，是醫生世家，在當地相當有名。每個星期一到六會給當地的居民看診，星期日則會去偏遠地區免費給窮苦的人看病，在接到來自澳洲朋友艾利歐德的信，因為澳洲的醫療水準並不發達，希望愛爾斯頓可以移民至澳洲定居，全家因而決定前往澳洲。在漂流到無人島上後，運用豐富的知識和愛著家人的心帶領大家活下去，不管什麼時候都被孩子們所愛慕著。
安娜‧魯賓遜
配音員：平井道子；台灣：楊凱凱
魯賓遜家3個孩子的母親。是一個溫柔美麗的媽媽。在無人島上負責大家的生活起居、細活，還有菜園的工作。對孩子們的教育非常的嚴格。有點膽小也愛操心。在農村出生卻非常怕害老鼠和蜥蜴，而且不喜歡打雷，但在關鍵時刻卻會因為母愛而挺身而出保護孩子們。豐富運用以前生活在農村時的經驗。在伯恩市時她幫助愛爾斯頓做著護士。
瑪麗
配音員：間嶋里美
魯賓遜家的女傭。在山國成長是個非常親切的人。由於1個人住在伯恩市的她的阿姨生病了，為了照顧她所以沒有和魯賓遜一家一起去澳大利亞。
史瓦茲
配音員：山田俊司
厄恩斯特的弟弟。對芙蘿拉來說是叔叔。在魯賓遜一家要去澳大利亞的時候，來到魯賓遜家借住。
史瓦茲夫人
配音員：淺井淑子
史瓦茲的妻子。對芙蘿拉來說是嬸嬸。

### 與莫頓相關的人
威廉‧莫頓
配音員：永井一郎
在魯賓遜一家遭遇船難的1年後，在相同的海域遇難的船長叔叔。是個很頑固又很難取悅於他的人，不過並不是個壞人，他一開始被魯賓遜一家好心的照料他，後來他自己慢慢的也產生了改變。芙蘿拉喜歡著他，連塔姆塔姆也愛慕著他。
塔姆塔姆
配音員：鹽屋翼
莫頓的船的實習水手。澳大利亞的原住民黑人，莫頓通常都是叫他「湯米」，是個與芙蘿拉的年紀相仿的少年。父母被來到澳大利亞的白人殺死，所以一直以來非常討厭白人(莫頓是例外)，不過在與魯賓遜一家認識之後，對白人的觀感就漸漸的變的很好了。將來的夢想是想要成為船員的夢。

### 黑本大鵬鳥號船上的人
船長
配音員：綠川稔
前往澳大利亞上的黑本大鵬鳥號的船長。因為乘客感到很無聊，為了取悅乘客就讓芙蘿拉當船長使乘客高興的一位很幽默的人，但是在船遭到船難的時候，卻因為打算去搶救法蘭茲的時候死了。他的遺體漂流到魯賓遜一家暫時居住的無人島上，芙蘿拉一家人就在島上的某處把他給埋葬了。
船醫
配音員：槐柳二
黑本大鵬鳥號上的船醫。非常喜歡喝酒，所以在喝醉的時候叫他反而是沒有用的。
蓋哈德
配音員：北村宏一
自稱是音樂家，不過其實是個騙子。打算騙前往安特衛普的途中的魯賓遜一家的錢。
露意絲珂普
配音員：花形惠子
著名的歌劇演員歌手。芙蘿拉聽到她吃的飲食，就對音樂家的想法死心了。
泰瑞莎
配音員：間嶋里美
奧地利的王妃。
愛德華
配音員：田中崇
澳大利亞總督的秘書。是個非常隨心所欲對別人又莫不關心的人，不過在船發生船難之後，他的心意才有所改變。
凱薩琳
配音員：友近惠子
愛德華的妻子。在前往澳大利亞的黑本大鵬鳥號中生下了一個男孩子。與愛德華不同是個懂了一般常識的人。
艾蜜莉
配音員：黒須薰
法蘭茲在黑本大鵬鳥號上認識的女性朋友。她與芙蘿拉的關係也很好，不過由於暴風雨的關係，讓她和家人分散了，從此之後消息不詳。後來在澳大利亞與芙蘿拉一家重逢，並且不久後就要到倫敦的護理學校留學。很擅長拉小提琴，在黑本大鵬鳥號的赤道祭典與法蘭茲一起共同演出小提琴的演奏。
艾蜜莉的父親
配音員：徳丸完
艾蜜莉的爸爸，非常不喜歡艾蜜莉與法蘭茲在一起的關係，打算要拆散艾蜜莉與法蘭茲的關係，因此與艾蜜莉的媽媽關係不合而吵架了。
艾蜜莉的母親
配音員：淺井淑子
艾蜜莉的媽媽。非常喜歡艾蜜莉與法蘭茲在一起的關係，但是與艾蜜莉的爸爸意見不一，而和他吵架吵到要離婚的地步，由於芙蘿拉的活躍而和好。
艾蜜莉的祖母
配音員：峰敦子
艾蜜莉的奶奶，也是艾蜜莉的爸爸的媽媽。

### 其他登場人物
厄尼斯特‧艾略特
配音員：大木民夫
在澳大利亞的墨爾本的醫院經營的醫生。他也是請魯賓遜一家來到澳大利亞的人。對於魯賓遜一家招遇船難，他自己也覺得有責任感在，之後他領養了法蘭茲的女性朋友艾蜜莉。
莎莉
配音員：島木棉子
莫頓的女性朋友。留在澳大利亞等待莫頓平安無事的回來。
瑪麗‧安東娃妮特
配音員：瀧澤久美子
奧地利的公主，在她14歲的時候，遠從奧地利來到法國，成為了路易16世的王后。然而在法國大革命之後，她被送上斷頭台處刑。
沃爾夫岡‧阿瑪迪斯‧莫札特
配音員：喜多道枝
著名的音樂家。6歲的時候在奧地利的宮庭裡彈鋼琴，他對瑪麗‧安東娃妮特非常得著迷，並做出向她求婚的舉動。

### 登場的動物們
約翰
原是黑本大鵬鳥號船長所飼養的一隻聰明又老實的狗。在船沉了之後，牠與魯賓遜一家一起在無人島上生存而生活著。
默克爾(梅爾克爾)
小袋貂的寶寶。在無人島上與芙蘿拉第一次遇見的朋友。以法語的星期三的意思的『Mercredi』默克爾迪為牠命名。
艾瑞克(艾力克)
芙蘿拉在無人島遇見的雌性山羊。大約在2~3年前發生過船難時，漂流到這座島，與搭同一艘船的艾瑞克一起生活著，不久後艾瑞克‧貝斯死了，在之後被芙蘿拉發現。原本厄恩斯特想將牠殺了作為晚餐的飯菜的，不過芙蘿拉勸他一起養。不久之後芙蘿拉發現艾瑞克‧貝斯的白骨，她將這隻山羊命名為『艾瑞克』。
貝斯(貝茲)
艾瑞克所生的小山羊。但是，艾瑞克‧貝斯好像在這個孩子出生之前就死了。芙蘿拉就用艾瑞克‧貝斯的剩下來的名字，給牠命名為『貝斯』。
驢子
與魯賓遜一家在一起工作的驢子。如此的可愛可是卻沒有名字。然而在逃出的船隻的做下水工程時喪失的性命。
鴕鳥
本來只在非洲生活的，不知為何南太平洋的無人島上也有。芙蘿拉騎著牠在島上四處冒險。
椰子蟹
在南海洋的島上生活著。芙蘿拉他們採集椰子的時候出現。而芙蘿拉之後做了個夢，夢到巨大化的椰子蟹正在攻擊她。
野狼
如果沒有牠們，無人島的生活可能就會少一番樂趣。第12話是最高的驚險，是有袋類的袋狼？(袋狼在1936年的時候絕種了)。
蛇
在第21話登場，不知道是哪種屬性的蛇。牠盯上烏龜的蛋，好像要把牠們吃掉。芙蘿拉不肯，而牠就已異常快速的速度全力追趕著芙蘿拉。

## 主題曲
- 片頭曲『赤腳的芙蘿拉，醜八怪』(第1話~第50話)
  - 作詞：井上勝雄、歌：潘惠子、作曲：井上勝雄、編曲：青木望
- 片尾曲『芙蘿拉的夢』(第1話~第50話)
  - 作詞：井上勝雄、歌：潘惠子、作曲：井上勝雄、編曲：青木望

插入曲
- 『風與唱歌』
  - 作詞：望田市郎、歌：古谷徹、作曲：坂田晃一、編曲：坂田晃一
- 『星星的搖籃曲』
  - 作詞：望田市郎、歌：竹田惠理、作曲：坂田晃一、編曲：坂田晃一
- 『如果到了明天』
  - 作詞：望田市郎、歌：戶田惠子、作曲：坂田晃一、編曲：坂田晃一
- 『芙蘿拉到這裡來』
  - 作詞：望田市郎、歌：石川真奈美、作曲：坂田晃一、編曲：坂田晃一

## 各話列表
| 話數 | 副標題               | 播映日         | 腳本     | 分鏡                 | 演出     | 作畫監督   |
| ---- | -------------------- | -------------- | -------- | -------------------- | -------- | ---------- |
| 1    | 一封信               | 1981年1月4日   | 松田昭三 | 黑田昌郎             | 黑田昌郎 | 櫻井美知代 |
| 2    | 踏上旅程             | 1981年1月11日  | 松田昭三 | 奧田誠治             | 黑田昌郎 | 村田耕一   |
| 3    | 芙蘿拉的心意改變     | 1981年1月18日  | 松田昭三 | 馬場健一             | 黑田昌郎 | 櫻井美知代 |
| 4    | 以澳大利亞為目標     | 1981年1月25日  | 松田昭三 | 奧田誠治             | 黑田昌郎 | 村田耕一   |
| 5    | 芙蘿拉船長           | 1981年2月1日   | 松田昭三 | 橫田和善             | 黑田昌郎 | 櫻井美知代 |
| 6    | 可怕的暴風雨         | 1981年2月8日   | 松田昭三 | 奧田誠治             | 黑田昌郎 | 櫻井美知代 |
| 7    | 萬能的爸爸           | 1981年2月15日  | 松田昭三 | 橫田和善             | 黑田昌郎 | 村田耕一   |
| 8    | 以島為目標           | 1981年2月22日  | 松田昭三 | 奧田誠治             | 黑田昌郎 | 村田耕一   |
| 9    | 新家人               | 1981年3月1日   | 松田昭三 | 腰繁男               | 黑田昌郎 | 櫻井美知代 |
| 10   | 悲傷的重逢           | 1981年3月8日   | 松田昭三 | 奧田誠治             | 黑田昌郎 | 村田耕一   |
| 11   | 妖怪般的樹           | 1981年3月15日  | 松田昭三 | 橫田和善、櫻井美知代 | 黑田昌郎 | 櫻井美知代 |
| 12   | 媽媽的活躍           | 1981年3月22日  | 松田昭三 | 鈴木孝義             | 黑田昌郎 | 櫻井美知代 |
| 13   | 法蘭茲的眼睛         | 1981年3月29日  | 松田昭三 | 山中茂               | 黑田昌郎 | 村田耕一   |
| 14   | 聽見貝殼的歌聲       | 1981年4月5日   | 松田昭三 | 黑川文男             | 黑田昌郎 | 村田耕一   |
| 15   | 樹上的房子           | 1981年4月12日  | 松田昭三 | 橫田和善             | 黑田昌郎 | 村田耕一   |
| 16   | 在家該做的家事       | 1981年4月19日  | 松田昭三 | 黑川文男             | 黑田昌郎 | 村田耕一   |
| 17   | 媽媽的田地           | 1981年4月26日  | 松田昭三 | 山中繁               | 黑田昌郎 | 村田耕一   |
| 18   | 幫助默克爾！         | 1981年5月3日   | 松田昭三 | 黒田昌郎             | 黑田昌郎 | 川筋豐     |
| 19   | 芙蘿拉，去狩獵       | 1981年5月10日  | 松田昭三 | 古澤日出夫           | 黑田昌郎 | 川筋豐     |
| 20   | 看見船來了           | 1981年5月17日  | 松田昭三 | 古澤日出夫           | 黑田昌郎 | 村田耕一   |
| 21   | 烏龜的小寶寶         | 1981年5月24日  | 松田昭三 | 橫田和善             | 黑田昌郎 | 村田耕一   |
| 22   | 傑克是收藏家         | 1981年5月31日  | 松田昭三 | 黑川文男             | 黑田昌郎 | 村田耕一   |
| 23   | 無人島的假日         | 1981年5月7日   | 松田昭三 | 池野文雄             | 黑田昌郎 | 村田耕一   |
| 24   | 芙蘿拉離家出走       | 1981年6月14日  | 松田昭三 | 黑川文男             | 黑田昌郎 | 村田耕一   |
| 25   | 無人島的夜晚一片漆黑 | 1981年6月21日  | 松田昭三 | 橫田和善             | 黑田昌郎 | 村田耕一   |
| 26   | 哥哥是弓箭高手？     | 1981年6月28日  | 松田昭三 | 齊藤博               | 黑田昌郎 | 村田耕一   |
| 27   | 無人島的音樂會       | 1981年6月5日   | 松田昭三 | 黑川文男             | 黑田昌郎 | 村田耕一   |
| 28   | 傑克生病了           | 1981年7月12日  | 松田昭三 | 杉山卓               | 黑田昌郎 | 村田耕一   |
| 29   | 芙蘿拉失蹤了         | 1981年7月19日  | 松田昭三 | 齊藤博               | 黑田昌郎 | 村田耕一   |
| 30   | 嚴厲的處罰           | 1981年7月26日  | 松田昭三 | 橫田和善             | 黑田昌郎 | 村田耕一   |
| 31   | 我是不被需要的？     | 1981年8月2日   | 松田昭三 | 黑田昌郎             | 黑田昌郎 | 村田耕一   |
| 32   | 船做好了！           | 1981年8月9日   | 松田昭三 | 橫田和善             | 黑田昌郎 | 岡豐       |
| 33   | 雨、雨，下個不停     | 1981年8月23日  | 松田昭三 | 黑田昌郎             | 黑田昌郎 | 村田耕一   |
| 34   | 尋找洞窟！           | 1981年8月30日  | 松田昭三 | 橫田和善             | 黑田昌郎 | 前田英美   |
| 35   | 洞窟中的秘密         | 1981年9月6日   | 松田昭三 | 黑田昌郎             | 黑田昌郎 | 森友典子   |
| 36   | 幽靈出現了！         | 1981年9月13日  | 松田昭三 | 楠葉宏三             | 黑田昌郎 | 岡豐       |
| 37   | 新漂流者             | 1981年9月20日  | 松田昭三 | 橫田和善             | 黑田昌郎 | 村田耕一   |
| 38   | 男孩子與女孩子       | 1981年9月27日  | 松田昭三 | 楠葉宏三             | 黑田昌郎 | 前田英美   |
| 39   | 固執的人莫頓         | 1981年10月4日  | 松田昭三 | 橫田和善             | 黑田昌郎 | 森友典子   |
| 40   | 少年塔姆塔姆         | 1981年10月11日 | 松田昭三 | 楠葉宏三             | 黑田昌郎 | 岡豐       |
| 41   | 莫頓先生離開了       | 1981年10月18日 | 松田昭三 | 黑田昌郎             | 黑田昌郎 | 村田耕一   |
| 42   | 可怕的地震           | 1981年10月25日 | 松田昭三 | 楠葉宏三             | 黑田昌郎 | 前田英美   |
| 43   | 莫頓先生回來了       | 1981年11月1日  | 松田昭三 | 黑田昌郎             | 黑田昌郎 | 森友典子   |
| 44   | 再做一次船！         | 1981年11月8日  | 松田昭三 | 楠葉宏三             | 黑田昌郎 | 岡豐       |
| 45   | 不要死啊！驢先生     | 1981年11月15日 | 松田昭三 | 橫田和善             | 黑田昌郎 | 村田耕一   |
| 46   | 不要丟下山羊         | 1981年11月29日 | 松田昭三 | 黑田昌郎             | 黑田昌郎 | 前田英美   |
| 47   | 不要丟下山羊續集     | 1981年12月6日  | 松田昭三 | 黑田昌郎             | 黑田昌郎 | 森友典子   |
| 48   | 再見了！無人島       | 1981年12月13日 | 松田昭三 | 岡部英二             | 黑田昌郎 | 岡豐       |
| 49   | 看見陸地了！         | 1981年12月20日 | 松田昭三 | 橫田和善             | 黑田昌郎 | 村田耕一   |
| 50   | 期待再次相見         | 1981年12月27日 | 松田昭三 | 黑田昌郎             | 黑田昌郎 | 前田英美   |

## 外部連結
- 互联网电影数据库（IMDb）上《家族魯賓遜漂流記 不可思議之島的芙蘿拉》的资料（英文）